# جزایر آیولین
جزایر آیولین (ایتالیایی: Isole Eolie) مجمع‌الجزایر آتشفشانی در دریای تیرنی در شمال سیسیل است که به نام آیولوس خدای باد نام‌گذاری شده است. مردم ساکن این جزایر آیولیانی نامیده می‌شوند. جزایر آیولین یکی از مقاصد مهم گردشگری در فصل تابستان به‌شمار می‌رود که هر سال بیش از ۲۰۰۰۰۰ گردشگر را جذب می‌کند.
به دلیل آن که لیپاری بزرگ‌ترین جزیره در میان جزایر آیولین است، این جزایر گاهی به نام جزایر لیپاری نیز خوانده می‌شود.